# Dorno-Gobi-Aimag
Dorno-Gobi-Aimag este un aimag, (provincie) în Mongolia.